# Ctenusa curvilinea
Ctenusa curvilinea är en fjärilsart som beskrevs av George Francis Hampson 1913. Ctenusa curvilinea ingår i släktet Ctenusa och familjen nattflyn. Inga underarter finns listade i Catalogue of Life.

## Bildgalleri

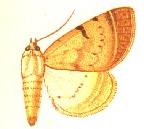